# Tempel van Minerva Medica (Horti Liciniani)
De Tempel van Minerva Medica is een antiek gebouw aan de Via Giovanni Giolitti in Rome.
Het gebouw dateert van ongeveer 300 n.Chr., maar wat de functie ervan was is onduidelijk. Aan het begin van de 17e eeuw werd in de directe omgeving een antiek beeld van Athena Giustiniani (De Romeinse godin Minerva was gelijkgesteld aan de Griekse godin Athena) aangetroffen en men ging ervan uit dat dit dan ook de tempel voor Minerva was. Dit gebouw is echter geen tempel, maar een nymphaeum of een paviljoen. Waarschijnlijk maakte het deel uit van het villacomplex in de tuinen van de Licinii-familie. De echte Tempel van Minerva Medica stond een paar honderd meter westelijker.
Het gebouw bestaat uit een 24 meter brede tienhoekige hal met een 33 meter hoge koepel. Tegen de muren zijn negen nissen gebouwd (de tiende muur is de ingang), waarvan die op de as van het gebouw uitlopen in een open boog, die toegang gaf tot de halfronde bijgebouwen, die aan de linker- en rechterzijde stonden. De koepel was op dezelfde wijze als bij het Pantheon gebouwd, met een oculus om gewicht te besparen. De koepel bleef tot 1828 grotendeels intact, maar stortte toen in.
In twee nissen werden de gebroken beelden aangetroffen van twee hoge keizerlijke ambtenaren uit de 5e eeuw. Tegenwoordig staat de ruïne van het gebouw tussen een drukke straat en de rails van het Station Roma Termini.

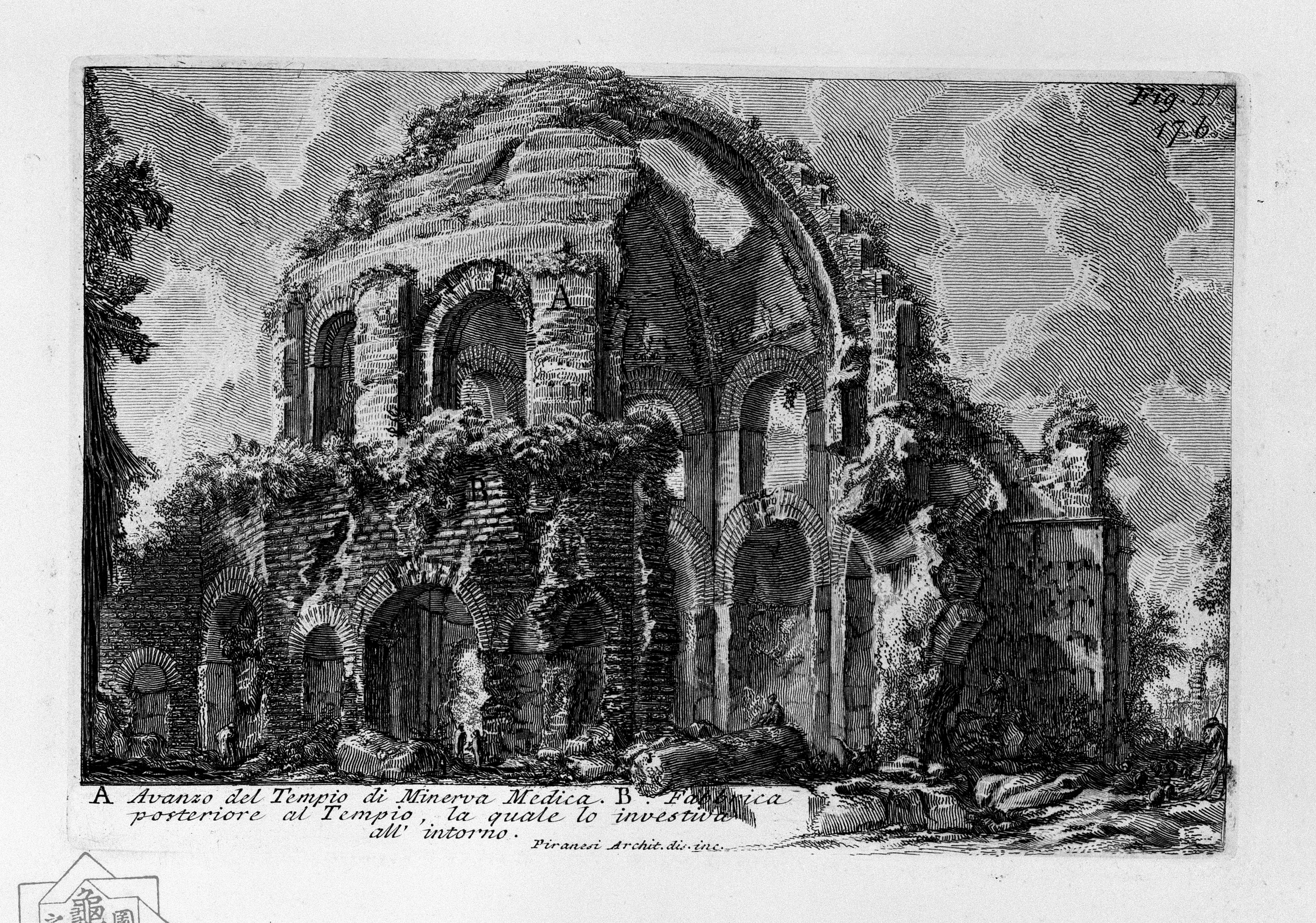
De Tempel van Minerva Medica in de 18e eeuw door Piranesi